# Eric A. Christenson
Eric A. Christenson (Westport, Connecticut, 1956 - ), é um botânico americano.
Em 1977, formou-se em horticultura ambiental pela Connecticut University e em 1986 obteve seu Ph.D.. É especializado em espécies da família Orchidaceae, tendo descrito inúmeras novas espécies bem como publicado trabalhos esclarecendo dúvidas sobre espécies confusas publicadas no passado. Trabalhou por algum tempo no herbário do Marie Selby Botanic Garden, ocupação que deixou em 1991, a partir de quanto tem publicado trabalhos de maneira independente, entre eles 800 Icones Orchidacearum Peruviarum, trabalho bastante extenso sobre as espécies de orquídeas do Peru. 

## Algumas obras e publicações
- Icones Orchidacearum Peruviarum Eric A. Christenson (1993).
- Sobralia boliviensis, Eric A. Christenson, em Orchid Review (2003).
- Three Sobralias New to Peru, Eric A. Christenson. Nov 2002. em Orchids 71:11 (994-1001).
- Orchidaceae, Eric A. Christenson (1997) em Guide to the Vascular Plants of Central French Guiana, Part 1. Memoirs of the New York Botanical Garden 76(1): 286-342.
- Orchidaceae of the Guianas, Eric A. Christenson & J.K. Boggan (1996) em Checklist of the Plants of the Guianas.